# Disparate Youth
Disparate Youth è un singolo della cantante statunitense Santigold, pubblicato nel 2012 ed estratto dall'album Master of My Make-Believe.

## Tracce
- Download digitale

1. Disparate Youth – 4:44

- EP Digitale

1. Disparate Youth – 4:44
2. Disparate Youth (Switch Remix) – 3:56
3. Disparate Youth (The 2 Bears Remix) – 7:42
4. Disparate Youth (Amateur Best Remix) – 3:38
5. Disparate Youth (Radio Edit) – 3:41
6. Disparate Youth (SWjR & Santigold Remix) – 3:37